# Jules Noël (Leichtathlet)
Jules Noël (Jules François Joseph Noël; * 27. Januar 1903 in Norrent-Fontes; † 19. Mai 1940 in Escaudœuvres) war ein französischer Diskuswerfer und Kugelstoßer.
Bei den Olympischen Spielen 1928 in Amsterdam schied er im Diskuswurf in der Qualifikation aus. Vier Jahre später wurde er bei den Olympischen Spielen 1932 in Los Angeles Vierter im Diskuswurf und Zehnter im Kugelstoßen.
1934 wurde er bei den Europameisterschaften in Turin Siebter im Diskuswurf und Zehnter im Kugelstoßen. Bei den Olympischen Spielen 1936 in Berlin kam er im Diskuswurf auf den zwölften Platz und schied im Kugelstoßen in der ersten Runde aus.
1938 wurde er bei den Europameisterschaften in Paris erneut Siebter im Diskuswurf und Neunter im Kugelstoßen.
Achtmal wurde er Französischer Meister im Diskuswurf (1928–1930, 1932, 1934, 1936, 1938, 1939) und sechsmal im Kugelstoßen (1929, 1930, 1936–1939). 1930 wurde er in beiden Disziplinen Englischer Meister.
Im Zweiten Weltkrieg wurde er im Militärdienst tödlich verwundet.

## Persönliche Bestleistungen
- Kugelstoßen: 15,12 m, 1932
- Diskuswurf: 49,44 m, 5. Juni 1932, Colombes